# Исмаел Бланко
Исмаел Алфонсо Бланко (на испански: Ismael Alfonso Blanco, роден на 19 януари 1984 г.) е аржентински нападател роден в Санта Елена. Играе в Легия.

## Кариера

### Аржентина
Бланко започва кариерата си в Колон де Санта Фе през 2002 г. Представя се добре, докато не си контузва коляното. Изгубвайки титулярното си място е изпратен под наем в уругвайския ФК Либертад, с който играе в Копа Либертадорес през 2005 г., вкарвайки 2 гола, но не успяват да преминат групата.
След това е изпратен под наем в „Олимпо“, клуб от втория ешелон на аржентинския футбол. Отбелязвайки 37 гола в 62 мача, Бланко помага на отбора да спечели промоция към аржентинската Примера дивисион. През 2007 г. отново става част от тима на „Колон“.

### АЕК Атина
Не остава дълго с клубът и на 10 август 2007 г. се присъединява към гръцкия тим на АЕК.
Голямо роля в отиването в Гърция има и възможността да играе с бразилската легенда Ривалдо.
Първия му мач за отбора е срещу тима на ФК Ред Бул Залцбург. В дебюта си в Гръцката суперлига вкарва два гола за да се стигне до победа на АЕК срещу ФК Атромитос с 2 – 0. През сезон 2008 – 09 става голмайстор на лигата със своите 14 гола в 30 игри.
И през 2009 г. е избран за един от петте аржентински голмайстори в Европа.
На 12 август, 2009 г. Исмаел подписва нов четиригодишен договор.

## Успехи

### Клубни
Олимпо
- Аржентинска втора дивизия: Апертура 2006, Клаусура 2007

ФК АЕК Атина
- Купа на Гърция: Финалист 2008 – 09

### Собствени
- Аржентинска втора дивизия Голмайстор: Апертура 2006, Клаусура 2007
- Гръцка суперлига Голмайстор: 2008, 2009